# 豊田村 (香川県)
豊田村（とよたむら）は、かつて香川県にあった村。

## 沿革
- 1890年（明治23年）2月15日 - 町村制施行により豊田郡新田村、原村、池尻村が合併し、豊田村が発足。
- 1899年（明治32年）3月16日 - 郡の統合により三豊郡に所属。
- 1955年（昭和30年）4月10日 - 観音寺市に編入され消滅。